# مايك تومبكنز
مايك تومبكينس (بالإنجليزية Mike Tompkins) هو مغني اكابيلا معروف. الزوجة: كايلا تومبكنز
الألبومات: Season One، Season Two

## شهرته
بدأت شهرة مايك في بعض قنوات الراديو وبعض الصوتيات في التلفاز
فجأة شعر مايك ان لديه موهبه ليست عند أي أحد فبدأ بتعريف نفسه ومقابلة مع بعض الأشخاص في اليوتيوب
عندما قام مايك بتأليف أغنية Fireflies بدأ بعض الناس بمتابعته واندهشوا من موهبته
قام مايك بتغيير نمطه ليأخذ اغاني بها آلات موسيقية ويغنيها بدون موسيقى بل بأصوات فمه
وأول ما نجح من هذه الأغاني كانت Dyanamite للمغني Taio Cruz وكانت ناجحة جدا
فبدأ يظهر في التلفاز نادرا ويقدم اغاني بسيطة جدا
ثم قام بدمج أو تغيير أو ازال الآلات الموسيقية أو قام بتأليف عدة اغاني
Fire Flies - Mike Tompkins الفها بدون موسيقى
Tenga Dream - Katy Perry & just te way you are - Bruno mars دمجها وازال الموسيقى
Dynamite - تايو كروز غناها بدون موسيقى
Only Girl - Rihanna غناها بدون موسيقى
Fire Work - Katty Perry غناها وازال الموسيقى
rolling in the deep - Adele غناها بدون موسيقى
P.Y.T - Micheal Jackson غناها بدون موسيقى
All Night Long - Demi Lovato غناها بدون موسيقى
Coldplay - Paradice غناها بدون موسيقى
The Chrismas Rush - Mike Tompkins غناها بدون موسيقى
Stand Up - Mike Tompkins الفها بموسيقى
We Are Young - Fun غناها بدون موسيقى
Starships - Nicki Minaj غناها بدون موسيقى
Skrilex Cinema - SantiGold Disparate Youth دمج الأغاني وازال الموسيقى
StarShips - Pitch Perfect - Nicki Minaj غناها هو وفرقة Pitch Perfect بدون موسيقى
Feel Again & Dog Days - OneRePublic غناها بدون موسيقى
Deck The Halls - Mike Tompkins & Friends الفها مايك واصدقائه
Taylor Swift - Trouble & Just Bieber - As Long As You Love Me دمجها وغناها بدون موسيقى
Gonna Shake the Ground - Mike Tompkins الفها وغناها بموسيقى وبفمه
Mike Tompkins & Karming (مجهول) الفاها وغناها بدون موسيقى
```
American Girl & Canadian Boy - Bonnie McKee & Mike Tompkins غناها بدون موسيقى
```

When You Wish Upon a Star - Mike tompkins الفها وغناها بدون موسيقى